# Гильом Герлан
Гильом Герла́н (фр. Guillaume Guerlenc, ок. 1000—1068) — влиятельный феодал из Нормандской династии, граф Корбея, Авранша и Мортена, впоследствии изгнанный из державы Вильгельмом Завоевателем.

## Биография
Согласно средневековым хронистам Ордерику Виталию и Гильому Жюмьежскому, Гильом Герлан был старшим сыном графа Корбея Може Нормандского и Жермены де Корбей, и, соответственно, приходился внуком герцогу Нормандии Ричарду I.
В 1047 году или позднее, после битвы в долине Дюн, Вильгельм Завоеватель понизил графство Авранш в ранге до виконтства и передал своему верному вассалу Ричарду Гозу, что перенесло столицу владений Гильома в Мортен. Это было сделано во избежание появления крупного и могущественного феодального надела на западе Нормандии, который в будущем потенциально смог бы претендовать на герцогский статус.
Около 1049 или 1050 года (согласно Ордерику Виталию), либо в период 1055—1063 годов (вероятно, после битв при Мортемере 1054 года и при Варавиле 1057 года), Гильом впал в немилость к герцогу Вильгельму и был обвинён в заговоре с целью мятежа. Неизвестно, насколько эти обвинения были обоснованными, так как в этот период политика Вильгельма заключалась в избавлении от влиятельных баронов, приходившихся потомками Ричарду I. Так или иначе, Гильом Герлан был низложен, лишён всех титулов и изгнан из державы. Графство Корбей, расположенное к югу от Парижа, перешло его сыну Рено, а графство Мортен в Нормандии досталось единоутробному брату герцога Вильгельма Роберту, который впоследствии сыграл значительную роль в нормандском завоевании Англии.
Гильом был вынужден спешно покинуть Нормандию и в сопровождении лишь своего оруженосца отправился в Апулию, ко двору норманнских правителей Южной Италии Отвилей.

## Брак и дети
О жене Гильома не имеется сведений в исторических источниках, однако известно, что он имел троих сыновей:
- Ферри (Фредерик) де Корбей (ум. после 1067)
- Пайен де Корбей (ум. после 1066)
- Рено де Корбей (ок. 1035 — после 1071) — следующий граф Корбея.

Также возможно, что Гильом был женат дважды и являлся отцом Эрембурги де Мортен.